# Herpestomus nitidus
Herpestomus nitidus är en stekelart som beskrevs av Constantineanu 1961. Herpestomus nitidus ingår i släktet Herpestomus och familjen brokparasitsteklar. Inga underarter finns listade i Catalogue of Life.